# Nghĩa, Cẩm Châu
Nghĩa (chữ Hán giản thể: 义县, âm Hán Việt: Nghĩa huyện) là một huyện của địa cấp thị Cẩm Châu, tỉnh Liêu Ninh, Cộng hòa Nhân dân Trung Hoa. Huyện Nghĩa có diện tích 2496 km², dân số 440.000 người. Huyện này có mã số bưu chính 121100, huyện lỵ tại trấn Nghĩa Châu. Huyện Nghĩa được 8 trấn, 3 hương, 7 hương dân tộc. Các đơn vị này lại được chia thành 15 ủy ban xã khu cư, 361 ủy ban thôn.
- Trấn: Nghĩa Châu, Thất Lý Hà, Cửu Đạo Lĩnh, Đại Du Thụ Bảo, Lưu Long Đài, Cao Đài Tử, Sao Hộ Doanh Tử.
- Hương: Bạch Miếu Tử, Đầu Đài Mãn tộc, Trương Gia Bảo, Tiền Dương.
- Hương dân tộc Mãn: Đại Định Bảo, Ngoã Tử Dục, Đầu Đạo Hà, Thành Quan, Lưu Long Câu, Tụ Lương Truân và Địa Tạng Tự.